# Molnia (entreprise)
Pour les articles homonymes, voir Molnia.

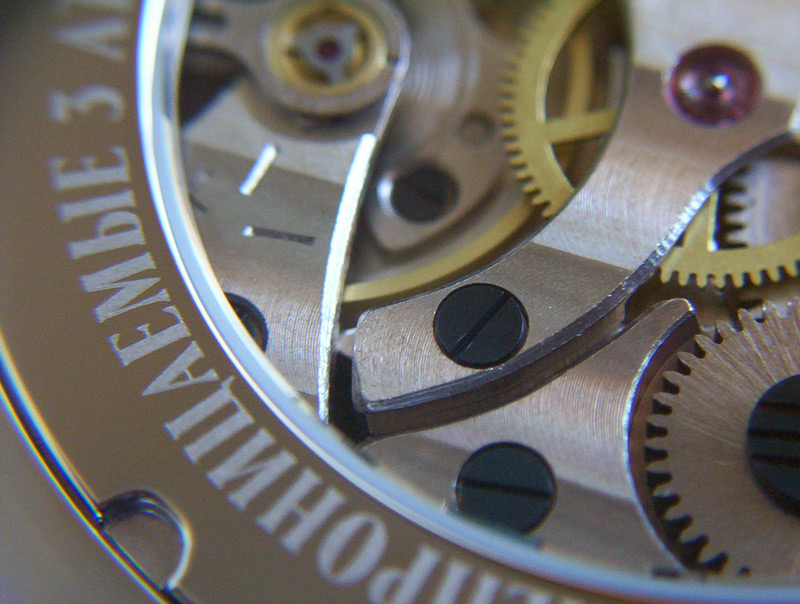
Mécanisme Molnia sur une montre Poljot

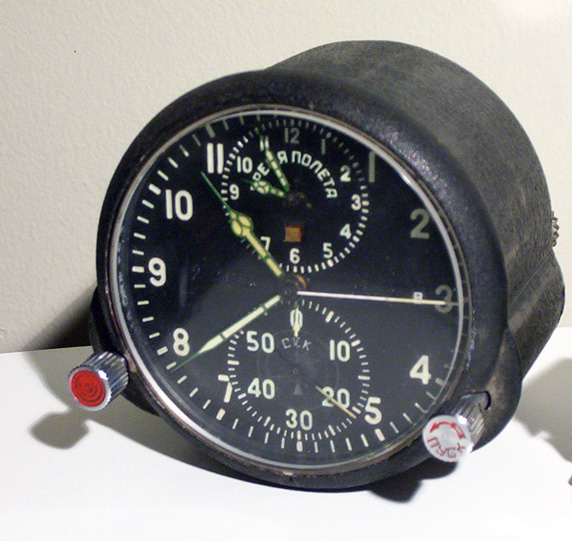
Chronographe de cockpit d'avion AChS-1 Molnia

Molnia (ou Molnija) (en russe : Молния) est une marque de montres et d'horloges mécaniques russe basée à Tcheliabinsk. En russe, Molnia signifie éclair.

## Histoire
La fabrique de montres et d'horloges Molnia (ou Molnija) a été créée le 17 novembre 1947 à Tcheliabinsk, en Union soviétique. L'Armée rouge était alors le principal client de la marque, à qui elle fournissait des montres bracelet, des montres à gousset ainsi que des horloges spécifiques pour des chars, des avions de combat, des sous-marins ainsi que des capsules spatiales. Ces clients prestigieux ont fait la renommée des montres Molnia, qui étaient alors considérées comme faisant partie des plus robustes et fiables du monde. La mécanique Molnia repose sur un concept Cortebert (mod. 616) - Rolex (Suisse). 

## Molnia aujourd'hui

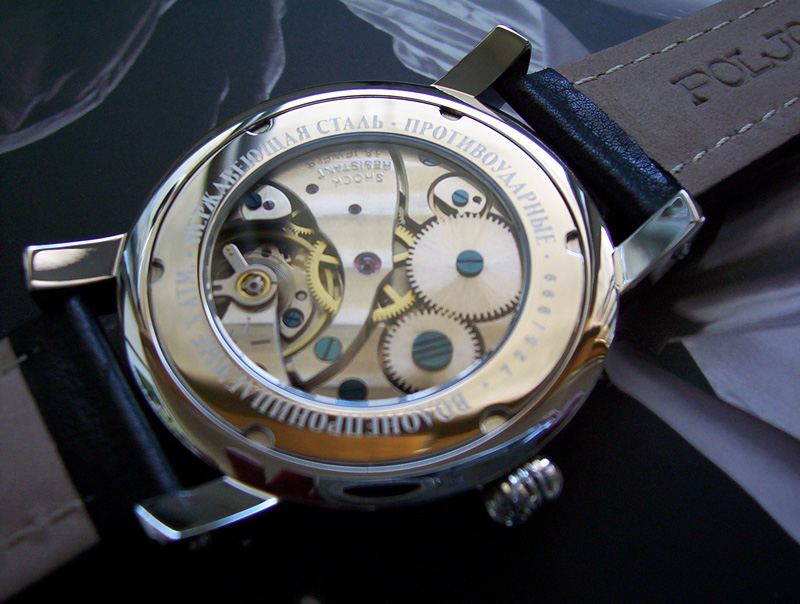
Molnija, Montres de l'Union soviétique.

Molnia produit toujours des montres mécaniques et fournit notamment l'armée russe. La plupart des montres sont encore produites partiellement à la main. Le prix moyen d'une montre Molnia est d'environ 200€.